# Магаданское книжное издательство
«Магада́нское кни́жное изда́тельство» (Магаданское областное книжное издательство; МОКИ) — издательство Госкомиздата РСФСР, основанное на базе издательства «Советская Колыма» и существовавшее в Магадане в 1954—2002 годах. Выпускало художественную, общественно-политическую, историческую, краеведческую литературу, посвящённую освоению Дальнего Севера, истории и культуре народов Севера; массовую производственную и техническую литературу, посвящённую вопросам экономики, промышленности и сельского хозяйства на территории Магаданской области; детскую литературу; литературу на языках коренных народов Севера.

## История

### 1950-е годы
Магаданское книжное издательство было создано 21 июля 1954 года на базе ведомственного издательства Дальстроя «Советская Колыма» в связи с образованием в декабре 1953 года Магаданской области. Первые годы работы издательства были посвящены переходу из формата ведомственного в государственное книжное издательство областного подчинения, разработке основных направлений деятельности, определению тематики, формированию круга авторов.
Основными направлениями работы были определены издание художественной, общественно-политической литературы, литературы, посвящённой истории освоения Дальнего Севера и культуре народов Севера; производственной и технической литературы по вопросам экономики, промышленности и сельского хозяйства Магаданской области.
Большое внимание уделялось изданию произведений о жизни северо-восточных районов страны, произведений местных авторов. В 1955 году при издательстве было создано областное литературное объединение, на базе которого в 1960 году образовалось Магаданское областное отделение Союза писателей РСФСР.
С 1956 года «Магаданское книжное издательство» начало выпуск литературы на языках коренных народов Севера. В структуре издательства были созданы отдельные редакции — чукотская, эвенская, эскимосская. Для передачи специфических звуков в этих языках издательством были заказаны специальные знаки-буквы. Первой была образована чукотская редакция, первым её редактором стал поэт Виктор Кеулькут, привлекший к работе в качестве переводчиков Ю. С. Рытхэу, А. А. Кымытваль, В. В. Леонтьева.
Со второй половины 1950-х годов активно издавались переводы на чукотский язык русской классической и советской художественной литературы (Л. Н. Толстой, И. С. Тургенев, А. П. Чехов, М. А. Шолохов) и книги для детей (А. С. Пушкин, А. Н. Толстой, В. В. Маяковский, С. Я. Маршак, Л. Кассиль).

### 1960—1970-е годы
Помимо переводов издавались оригинальные произведения национальной литературы — чукотских и эскимосских писателей и поэтов Ю. С. Рытхэу, В. Г. Кеулькута, А. А. Кымытваль, М. В. Вальгиргина, Ф. Тинэтэгина, Ю. М. Анко, М. Н. Амамич, З. Н. Ненлюмкиной и др.
Важное место занимало издание сборников фольклора народов Севера — чукчей, эвенов, эскимосов, кереков (выпущено свыше 20 сборников).
В 1950—1960-е годы издавались книги по тематике национального промысла (охота, оленеводство, сельское хозяйство, добыча пушнины), брошюры санитарно-просветительной тематики на чукотском языке (охрана здоровья детей с учётом специфики Крайнего Севера и др.)
В 1950—1970-х годах издательство выпускало около трёх десятков книжных серий. Практические пособия по разным отраслям производства и сельского хозяйства издавались в сериях «50 рабочих профессий», «Опыт новаторов — всем рабочим», «Учёные Севера — сельскому хозяйству» и др. Ряд серий представлял выдающихся людей и передовые предприятия края — «Лучшие люди Магаданской области», «Новаторы производства» и др.
Несколько серий были посвящены истории освоения Сибири, Дальнего Востока и Чукотки — «Первопроходцы», «Дальневосточная историческая библиотека» (межиздательская, совместно с Хабаровским и Дальневосточным издательствами), «Помни их имена», «Золото во льдах». Географии и природе края были посвящены серии «Север вокруг нас», «Большая судьба малых народов» и др.
Литературно-художественные произведения выпускались в сериях «Северная проза», «Библиотечка магаданской прозы», «Библиотечка магаданской поэзии», издавался также литературно-художественный альманах «На Севере Дальнем».
По данным «Северной энциклопедии», «в лучшие годы» издательством ежегодно выпускалось около 100 названий книг общим тиражом около 1 млн экземпляров.

### 1980—2000-е годы
1980-е годы в деятельности «Магаданского книжного издательства» исследователи истории книжного дела на Дальнем Востоке называют периодом расцвета издания литературы на национальных языках. В январе 1982 года в издательстве образована редакция литературы народностей Севера, во второй половине 1980-х общий объём выпуска книг на национальных языках увеличился на 20 процентов. Адрес издательства на 1987 год: 685000, Магадан, Пролетарская ул., 15.
Издательство принимало участие в международной Лейпцигской книжной ярмарке. В 1988 году получило дипломы 1-й степени на XXVIII Всероссийском конкурсе искусства книги (за фотоальбомы «Берег двух океанов» и «Новая жизнь древних легенд Чукотки»). Было отмечено «умелое соединение текстов легенд Чукотки с их зрительным показом, выполненным техникой гравировки по кости, дополненных оригинальными портретами художников-сказителей».
В 1979—1990 гг. показатели издательской деятельности Магаданского книжного издательства были следующие:
| Статистика по объёмам производства. 1979–1990 годы | Статистика по объёмам производства. 1979–1990 годы | Статистика по объёмам производства. 1979–1990 годы | Статистика по объёмам производства. 1979–1990 годы | Статистика по объёмам производства. 1979–1990 годы | Статистика по объёмам производства. 1979–1990 годы | Статистика по объёмам производства. 1979–1990 годы | Статистика по объёмам производства. 1979–1990 годы | Статистика по объёмам производства. 1979–1990 годы |
| —                                                  | 1979                                               | 1980                                               | 1981                                               | 1985                                               | 1987                                               | 1988                                               | 1989                                               | 1990                                               |
| -------------------------------------------------- | -------------------------------------------------- | -------------------------------------------------- | -------------------------------------------------- | -------------------------------------------------- | -------------------------------------------------- | -------------------------------------------------- | -------------------------------------------------- | -------------------------------------------------- |
| Кол-во книг и брошюр, печатных единиц              | 38                                                 | 38                                                 | 53                                                 | 45                                                 | 53                                                 | 40                                                 | 37                                                 | 33                                                 |
| Тираж, тыс. экз.                                   | 533,1                                              | 434,2                                              | 628,4                                              | 508,5                                              | 528,1                                              | 629,3                                              | 587,5                                              | 539,9                                              |
| Печатных листов-оттисков, млн                      | 4,5777                                             | 3,7677                                             | 5,0851                                             | 5,5548                                             | 5,8536                                             | 7,5805                                             | 8,2464                                             | 7,0782                                             |

С 19 июля 1994 года, после ликвидации управления печати и массовой информации администрации Магаданской области, название издательства было изменено, оно стало называться государственным предприятием «Магаданское областное книжное издательство».
С начала 1990-х годов в связи с изменением социально-экономической ситуации издание книг на языках коренных народов Севера прекратилось. Из-за финансовых сложностей сократилось и общее количество выпускаемых книг. 28 ноября 2002 года издательство прекратило свое существование. Одними из последних изданий стали трёхтомное «Избранное» О. М. Куваева и мартиролог расстрелянных «За нами придут корабли»https://www.youtube.com/watch?v=lMYYsHAQruk .
По оценке исследователя истории книгоиздания на Дальнем Востоке С. А. Склейнис:
С ликвидацией Магаданского областного книжного издательства утрачен большой общественно-значимый сектор нашей духовной жизни, наработанная десятилетиями высокая культура работы с книгой.